# Michael Quante

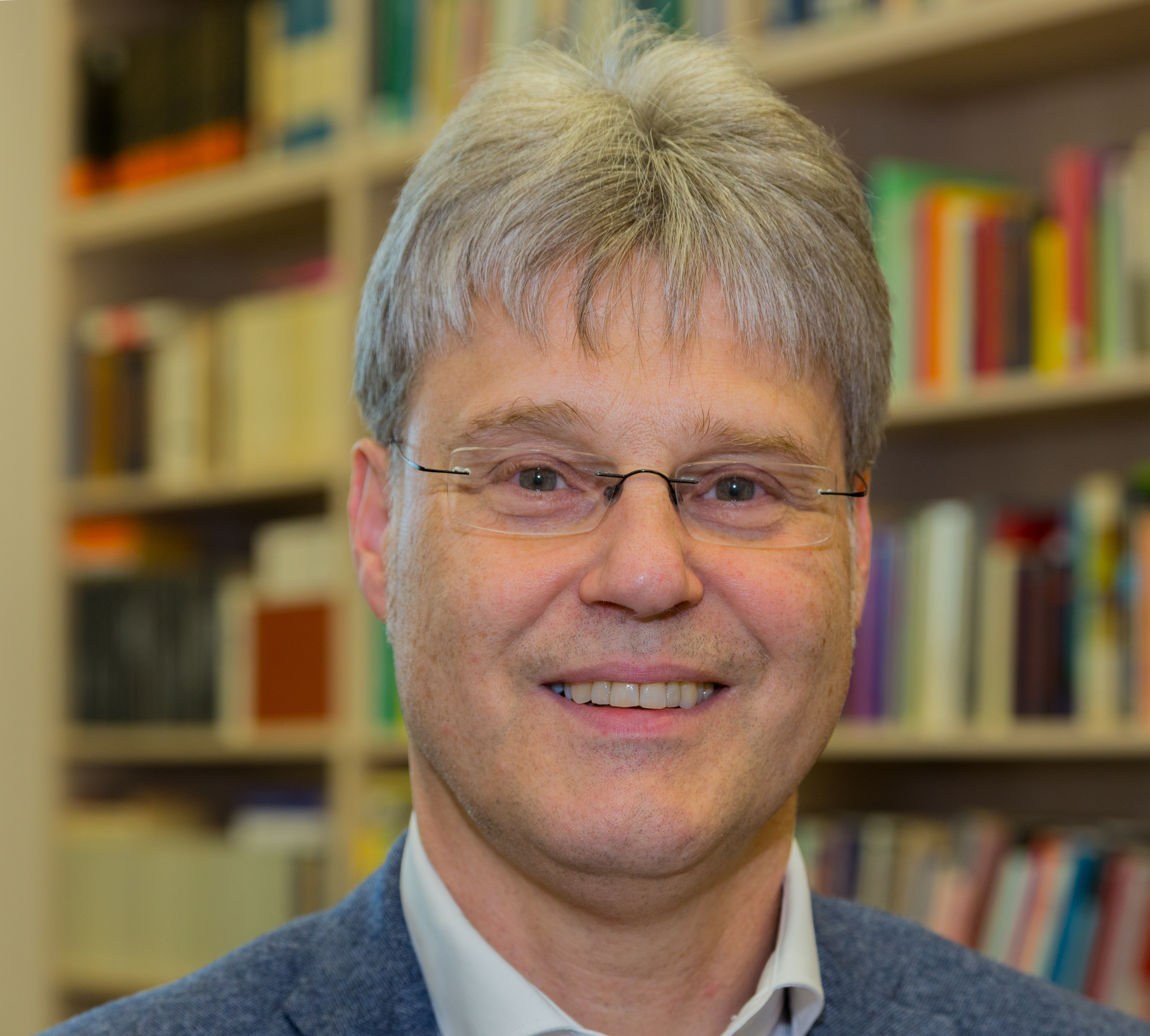
Michael Quante (2019)

Michael Quante (* 2. August 1962 in Senden) ist ein deutscher Philosoph. Er hat derzeit die Professur für Philosophie mit dem Schwerpunkt Praktische Philosophie an der Universität Münster inne. Von 2012 bis 2014 war er in der Nachfolge von Julian Nida-Rümelin Präsident der Deutschen Gesellschaft für Philosophie.

## Leben
Michael Quante studierte von 1982 bis 1989 die Fächer Deutsch und Philosophie, zunächst zwei Semester an der Freien Universität Berlin, danach an der Westfälischen Wilhelms-Universität Münster, wo er sein Studium mit einer Examensarbeit über die marxsche Hegelkritik abschloss. Unter der Betreuung von Ludwig Siep wurde Quante 1992 mit einer Arbeit über Hegels Begriff der Handlung zum Dr. phil. promoviert. Ebenfalls an der Universität Münster habilitierte Quante sich 2001 am Fachbereich Geschichte/Philosophie mit der Schrift Personales Leben und menschlicher Tod. In dem 2002 im Suhrkamp Verlag veröffentlichten Werk  versucht Quante, eine Konzeption der personalen Identität für Fragen der biomedizinischen Ethik, insbesondere beim beginnenden und endenden menschlichen Leben, fruchtbar zu machen.
Nach seiner Habilitation arbeitete Quante als Hochschuldozent an der Westfälischen Wilhelms-Universität und hatte eine Gastprofessur für Ethik an der Humboldt-Universität zu Berlin sowie eine Lehrstuhlvertretung für Praktische Philosophie an der Universität Duisburg-Essen inne. Mit der Annahme des Rufs auf die Professur für Praktische Philosophie an der Universität Duisburg-Essen wurde Michael Quante 2004 zum Professor ernannt. 2005 erhielt Quante einen Ruf auf die Professur für Philosophie mit Schwerpunkt Praktische Philosophie an der Universität zu Köln. 2009 folgte der Ruf auf die Professur für Philosophie mit Schwerpunkt Praktische Philosophie an der Westfälischen Wilhelms-Universität Münster. Dort ist er seit 2009 ebenfalls Principal Investigator des Exzellenzclusters Religion und Politik sowie Mitglied der DFG-Kolleg-Forschergruppe „Theoretische Grundfragen der Normenbegründung in Medizinethik und Biopolitik“.
Beginnend mit Band 47 ist Quante zusammen mit Birgit Sandkaulen Herausgeber der Hegel-Studien. Seit Oktober 2016 gehört er als Prorektor für Internationales, Transfer und Nachhaltigkeit dem Rektorat der Westfälischen Wilhelms-Universität Münster an. Im September 2019 wurde er zum Vorsitzenden der Internationalen Marx-Engels-Stiftung gewählt und löste damit Herfried Münkler ab.
Quante wohnt in Senden (Westfalen).

## Werk

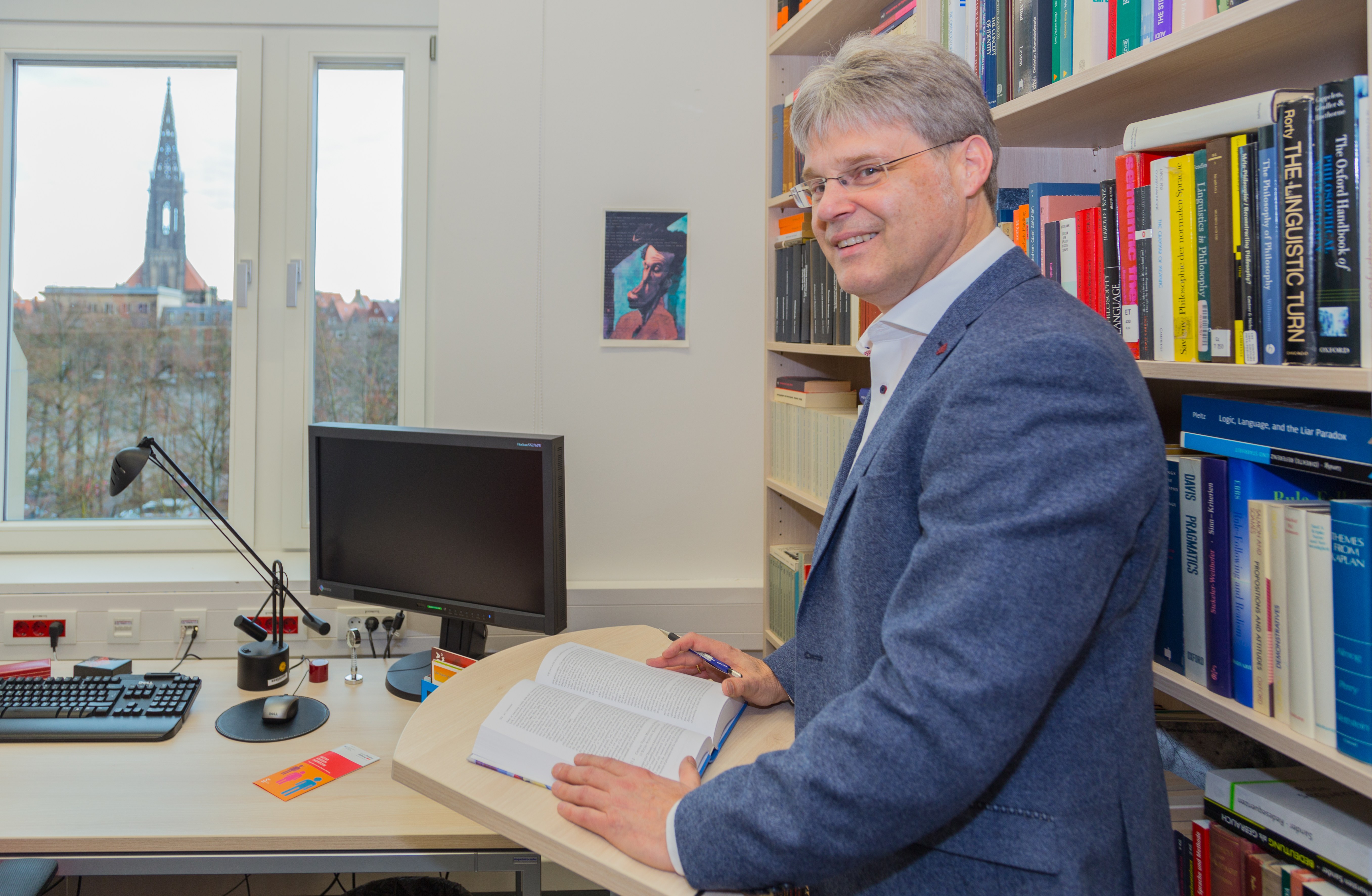
Michael Quante in seinem Büro im ehm. Collegium Ludgerianum (2019).

Als seine Forschungsschwerpunkte benennt Michael Quante Philosophie des Deutschen Idealismus, Philosophie der Person, Handlungstheorie, Ethik, biomedizinische Ethik sowie Rechts- und Sozialphilosophie.

### Hegel
In seiner Dissertation Hegels Begriff der Handlung (1993) untersucht Quante den hegelschen Handlungsbegriff, wie er im Moralitätskapitel der hegelschen Grundlinien der Philosophie des Rechts thematisch ist, unter Bezugnahme auf die Debatten der analytischen Handlungstheorie.
In seiner Monographie Die Wirklichkeit des Geistes (2011) beschäftigt sich Quante unter zahlreichen systematischen Perspektiven mit Hegels Philosophie, wobei die hegelsche Geistphilosophie, aber auch deren Zusammenhang mit Hegels Naturbegriff im Zentrum der einzelnen Kapitel stehen, die aus seinen Aufsätzen zur hegelschen Philosophie hervorgegangen sind.
Insgesamt zeichnet sich Quantes Auseinandersetzung mit Hegel vor allem durch das Ziel aus, Hegels Philosophie des Geistes für zentrale Fragen der Gegenwart fruchtbar zu machen. Die Eigentümlichkeit von Quantes Hegelforschung besteht in erster Linie in der facettenreichen und detaillierten Aufdeckung der sachlichen Nähe zwischen der hegelschen Philosophie und der Philosophie des Pragmatismus. Dazu gehören für Quante in erster Linie Hegels Zurückweisung des Primats naturwissenschaftlicher Theoriebildung, Hegels sozialexternalistische bzw. askriptivistische Konzeption des Geistes, die das Wesen mentaler Episoden in sozialen Praxen der Anerkennung und der Zuschreibung von Verantwortung begründet sieht, und Hegels Antiskeptizismus, der philosophisches Argumentieren nicht auf ein einziges, letztbegründetes Prinzip zurückführt, sondern durch den Zusammenhang des Gesamtsystems zu etablieren versucht.

### Marx
In der Marxforschung konzentrieren sich Michael Quantes Arbeiten vor allem auf die philosophischen Grundlagen der marxschen Theorie. Dabei versucht er, eine Kontinuität zwischen dem Frühwerk und dem reifen Karl Marx des Kapitals nachzuweisen und die These eines epistemologischen Bruchs zurückzuweisen, wie sie vor allem von Louis Althusser populär gemacht wurde. Das entscheidende Verbindungsglied zwischen den frühen und den späten, ökonomiekritischen Schriften liegt nach Quante auf der handlungstheoretischen Ebene: Sowohl in den Ökonomisch-philosophischen Manuskripten als auch im Kapital arbeite Marx mit einem „Vergegenständlichungsmodell des Handelns“, wonach Entfremdungsphänomene, die im Zusammenhang mit Handlungsprodukten (z. B. Waren) stehen, auf die vorhergehenden Handlungsprozesse und deren soziale Entstehungsbedingungen zurückzuführen sind. Sowohl bei der wissenschaftlichen Darstellung als auch bei der Evaluation der sozialen Kontexte von Handlungen ist für den frühen und für den späteren Marx nach Quante außerdem das (von Hegel in Modifikation übernommene) Prinzip der Anerkennung zentral. Darüber hinaus verfolgt Quante den philosophisch-ideengeschichtlichen Übergang von Hegel zu Marx nach, indem er den nachhegelianischen Debattenkontext im Umfeld der Junghegelianer nachzeichnet. Er arbeitet dabei heraus, welche Theorieelemente Marx von Hegel sowie von anderen Junghegelianern übernimmt und welche er durch Abgrenzung von anderen Personen gewinnt. Quantes Auseinandersetzung mit Marx ist auch durch Fragen der systematischen Anschlussfähigkeit für gegenwärtige Debatten motiviert.

### Philosophie der Person
In seinen Abhandlungen zum Begriff der Person stellt Quante die zentrale Bedeutung der personalen Lebensform für das Selbstverständnis von Menschen heraus. Der Begriff der Person bildet für ihn außerdem einen Knotenpunkt zentraler philosophischer Fragestellungen. So kommt ihm nach Quante eine fundamentale Bedeutung in der Bestimmung von Freiheit und Selbstbewusstsein, in der Frage nach dem Verhältnis von Körper und Geist sowie in der Begründung zentraler moralischer Normen zu. Quante ist in diesem Zusammenhang an der Beantwortung von drei Grundfragen interessiert, die mit der Identität der Person verbunden sind: Erstens nach den Merkmalen der Personalität, die jemanden oder etwas zu einer Person machen, zweitens nach den davon zu unterscheidenden Bedingungen der Einheit und des Fortbestehens von Personen sowie drittens nach der Rolle der Identität als evaluativem Selbstverhältnis von Personen.

### Moralischer Partikularismus
Meist in Zusammenarbeit mit Andreas Vieth arbeitet Quante an einer Konzeption des ethischen Partikularismus. Die dort vertretene Konzeption lässt sich insofern als moderaten ethischen Partikularismus bezeichnen, als dass die moralische Orientierungsfunktion von Prinzipien nicht grundsätzlich zurückgewiesen wird, sondern lediglich deren Grenzen und damit die Bedeutung partikularistischer Elemente in der Ethik herausgearbeitet wird. Die Gegenposition zu einer partikularistischen Ethik benennen Quante und Vieth rationalistische Ethik, gegen die sie insbesondere drei Einwände vorbringen:
1. Ethisches Wissen sei nicht ausschließlich inferentiell,
2. die Basis von gerechtfertigten Handlungen muss nicht in universellen Gesetzen bestehen und
3. Wahrnehmung bietet eine primäre und eigenständige Form ethischer Rechtfertigung.

Zentral ist deshalb insbesondere eine Konzeption der Wahrnehmung als eigenständige Quelle ethischer Rechtfertigung. Entgegen einer bloß passiven Analyse von Wahrnehmung als Neigung verteidigen Quante und Vieth daher eine aktive Analyse, der zufolge Personen aufgrund ihrer eigenen ethischen Erfahrung und der damit verknüpften Lernprozesse, aber auch aufgrund ihrer Eingebettetheit in soziale und kulturelle Kontexte, in der Lage sind, hervorstechende ethische Eigenschaften in einzelnen Situationen unmittelbar wahrzunehmen. Gleichzeitig soll ein solches Modell Prinzipien als Modell ethischer Rechtfertigung nicht vollständig verwerfen, sondern Platz für partikularistische Prinzipien lassen, die zwar konkret und nicht-inferentiell sind, aber dennoch allgemeine Aspekte aufweisen.
In diesem Sinne empfehlen Quante und Vieth auch eine Weiterentwicklung des von Tom Beauchamp und James Childress entwickelten principlism, der ihnen zufolge eine Reihe von Unterbestimmtheiten oder gar Ambiguitäten aufweist, insbesondere hinsichtlich des zugrundegelegten Verständnisses von Prinzipien. Beauchamp und Childress wird vorgeworfen, bei ihrer Abgrenzung sowohl gegen kasuistische als auch gegen deduktivistische Ethikkonzeptionen eine ungerechtfertigterweise generalisierte Kritik am Intuitionismus vorzunehmen. Da sie jedoch lediglich eine starke Form des Intuitionismus zurückwiesen, sei ihre Konzeption nicht nur mit einem schwachen Intuitionismus kompatibel, sondern auch gut beraten, bestehende Ambiguitäten in diese Richtung zu vereindeutigen und damit partikularistische und kasuistische Elemente stärker kenntlich zu machen.

## Auszeichnungen
- 2012: Ehrendoktorwürde (Dr. phil. h. c.) der Universität Debrecen, Ungarn[2]
- 2012: Aufnahme als Ordentliches Mitglied in die Berlin-Brandenburgische Akademie der Wissenschaften[17]
- 2013: Aufnahme als Mitglied in der Sektion „Philosophy, theology and religious studies“ der Academia Europaea[17]
- 2014: Deutscher Preis für Philosophie und Sozialethik (vergeben von der Max Uwe Redler Stiftung)[18]
- 2016: Aufnahme als Mitglied in die Nordrhein-Westfälische Akademie der Wissenschaften[19]

## Schriften (Auswahl)

### Monographien
- Hegels Begriff der Handlung. Stuttgart-Bad Cannstatt: frommann-holzboog (Spekulation und Erfahrung II, 32), 1993 (Englische Übersetzung: Hegel’s Concept of Action. Cambridge: Cambridge UP 2004, Paperback 2010; Spanische Übersetzung: El concepto de acción en Hegel. Barcelona: Anthropos 2010; Italienische Übersetzung: Il Concetto Hegeliano Di Azione. Mailand: FrancoAngeli 2011; Ungarische Übersetzung: A Cselekvés Hegeli Koncepciója. Budapest: L’Harmattan 2011; japanische Übersetzung 2011 bei Libertas/Tokio; französische Übersetzung: Le concept hégélien de l’action. Rennes: Presses universitaires de Rennes 2012)
- Ethik der Organtransplantation. Harald Fischer Verlag, Erlangen 2000 (gemeinsam mit J.S. Ach & M. Anderheiden).
- Personales Leben und menschlicher Tod. Frankfurt am Main: Suhrkamp (stw 1573), 2002.
- Einführung in die allgemeine Ethik. Darmstadt: Wissenschaftliche Buchgesellschaft 2003; zweite, überarbeitete Auflage 2006, dritte Auflage 2008, vierte Auflage 2011.
- Enabling Social Europe (= Wissenschaftsethik und Technikfolgenbeurteilung Band 26), Berlin: Springer 2005 (gemeinsam mit: B.v. Maydell, K. Borchardt, K.-D. Henke, R. Leitner, R. Muffels, P.-L. Rauhala, G. Verschraegen und M. ´Zukowski); Paperback 2010.
- Person. Berlin: Walter de Gruyter 2007; zweite, erweiterte Auflage 2012.
- Karl Marx: Ökonomisch-Philosophische Manuskripte. Studienausgabe mit Kommentar. Frankfurt am Main: Suhrkamp Verlag 2009; zweite Auflage 2015.
- Menschenwürde und personale Autonomie. Demokratische Werte im Kontext der Lebenswissenschaften. Hamburg: Meiner Verlag 2010; zweite Auflage 2014 (japanische Übersetzung Hosei University Press 2015)
- Die Wirklichkeit des Geistes. Studien zu Hegel. Frankfurt am Main: Suhrkamp (stw 1939), 2011.
- Discovering, Reflecting and Balancing Values: Ethical Management in Vocational Educational Training. (gemeinsam mit Martin Büscher; unter Mitarbeit von Dominik Düber und Edgar Wehmeier) Hampp-Verlag:Mering/München 2014
- Interdisciplinary Research and Trans-disciplinary Validity Claims. Springer: Berlin 2014 (mit Gethmann, C.F., Carrier, M., Hanekamp, G., Kaiser, M., Kamp, G., Lingner, S. und Thiele, F.).
- Der unversöhnte Marx. 1. Auflage. mentis, Münster 2018, ISBN 978-3-95743-120-2.
- „Die Wurzel für den Menschen ist aber der Mensch selbst.“ Studien zur Philosophie von Karl Marx, Brill mentis, Paderborn 2025, ISBN ISBN 978-3-95743-316-9.

### Herausgeberschaften
- Johann S. Ach & Michael Quante (Hrsg.): Hirntod und Organverpflanzung. Ethische, medizinische, psychologische und rechtliche Aspekte der Organtransplantation (=Medizin und Philosophie II); frommann-holzboog: Stuttgart 1997 (zweite, erweiterte Auflage 1999).
- Franz Petermann, Silvia Wiedebusch & Michael Quante (Hrsg.): Perspektiven der Humangenetik - medizinische, psychologische und ethische Aspekte. Paderborn:Ferdinand Schöningh 1997.
- Axel Wüstehube & Michael Quante (Eds.): Pragmatic Idealism. Critical Essays on Nicholas Rescher's System of Pragmatic Idealism (= Poznan Studies in the Philosophy of the Sciences and the Humanities Vol. 64). Amsterdam: Rodopi 1998.
- Michael Quante (Hrsg.): Personale Identität. (UTB 2082) Paderborn: Ferdinand Schöningh 1999.
- Michael Quante & Andreas Vieth (Hrsg.): Xenotransplantation. Ethische und rechtliche Probleme (= ethica Bd. 2). Paderborn: Mentis-Verlag 2001.
- Michael Quante & Erzsébet Rózsa (Hrsg.): Vermittlung und Versöhnung. Die Aktualität von Hegels Denken für ein zusammenwachsendes Europa (= Münsteraner Philosophische Schriften Bd. 8). Münster: Lit-Verlag 2001.
- Dieter Janssen & Michael Quante: Gerechter Krieg. Paderborn: Mentis-Verlag 2003.
- Sibille Mischer, Michael Quante & Christian Suhm (Hrsg.): Auf Freigang: Metaphysische und ethische Annäherungen an die menschliche Freiheit. Münster:LIT-Verlag 2003.
- Ludwig Siep & Michael Quante: Der Umgang mit dem beginnenden menschlichen Leben. Ethische, medizintheoretische und rechtliche Probleme aus niederländischer und deutscher Perspektive. Münster: LIT-Verlag 2003.
- Christoph Halbig & Michael Quante: Axel Honneth: Sozialphilosophie zwischen Anerkennung und Kritik. Münster: LIT-Verlag 2004.
- Barbara Merker, Georg Mohr & Michael Quante: Subjektivität und Anerkennung. Paderborn: Mentis 2004.
- Christoph Halbig, Michael Quante & Ludwig Siep: Hegels Erbe. Frankfurt am Main: Suhrkamp 2004.
- Jussi Kotkavirta & Michael Quante: Moral Realism (= Acta Filosofica Fennica Vol. 76). Helsinki: 2004.
- Kristina Engelhard & Michael Quante: Erzsébet Rózsa: Hegels Konzeption praktischer Individualität. Paderborn: Mentis-Verlag 2007.
- Dean Moyar & Michael Quante (Eds.): Hegel’s ‘Phenomenology of Spirit’: A Critical Guide. Cambridge University Press: Cambridge 2008, paperback 2010
- Themenschwerpunkt Paternalismus (Gastherausgeber). Jahrbuch für Wissenschaft und Ethik 14 (2009), S. 71–165 (mit Beiträgen von T.L. Beauchamp, J. Kleinig, B. Schöne-Seifert, M. Stepanians & T. Schramme).
- Michael Quante & Erzsébet Rózsa (Hrsg.): Anthropologie und Technik. München:Fink 2012.
- Kleines Werklexikon der Philosophie (= Kröners Taschenausgabe. Band 402). Kröner, Stuttgart 2012, ISBN 978-3-520-40201-1.
- Michael Quante, David P. Schweikard (Hrsg.): Marx-Handbuch. Leben - Werk - Wirkung. J.B. Metzler, Stuttgart 2015, ISBN 978-3-476-02332-2
- Michael Quante, Silvia Wiederbusch & Heidrun Wulfekühler (Hrsg.): Ethische Dimensionen inklusiver Bildung. Beltz, Weinheim 2018, ISBN 978-3-7799-3803-3
- Karl Marx: Das Kapital. Kritik der politischen Ökonomie. Erster Band. Mit einer Einleitung und einem Kommentar hrsg. v. Michael Quante, Felix Meiner Verlag, Hamburg 2019, ISBN 978-3-7873-1959-6.
- mit Giga Zedania: Marxismus im Spannungsfeld von Philosophie und Politik. Zur Rezeption der Marxschen Theorie Im östlichen Europa in der ersten Hälfte des 20. Jahrhunderts, Brill, 2023, ISBN 978-3-96975-284-5.

### Aufsätze

#### Hegel
- Absolutes Denken: Neuere Interpretationen der Hegelschen Logik. In: Zeitschrift für philosophische Forschung 50 (1996), S. 624–640.
- Absolute Subjektivität. In: Franz Gniffke & Norbert Herold (Hrsg.): Klassische Fragen der Philosophiegeschichte. Band II: Neuzeit und Moderne. Münster: LIT 2000, S. 83–104.
- Direkter Realismus. Bemerkungen zur Aufhebung des Alltäglichen Realismus bei Hegel. In: R. Schumacher (Hrsg.): Idealismus als Theorie der Repräsentation? Paderborn: Mentis 2001, S. 147–163 (mit L. Siep & C. Halbig).
- Hegels "Logik" lesen. In: Information Philosophie 3/2001, S. 60–65.

#### Marx und Junghegelianer
- Kommentar. In: Karl Marx: Ökonomisch-Philosophische Manuskripte. Studienausgabe mit Kommentar. Frankfurt am Main: Suhrkamp Verlag 2009, S. 209–410.
- After Hegel. The Actualization of Philosophy in Practice. In: D. Moyar (Ed.): Routledge Companion to 19th Century Philosophy, London, Routledge, 2010, S. 197–237

#### Allgemeine Ethik und Metaethik
- Natur, Natürlichkeit und der naturalistische Fehlschluß. In: Zeitschrift für medizinische Ethik 40 (1994), S. 289–305.
- Angewandte Ethik oder Ethik in Anwendung? Überlegungen zur Weiterentwicklung des principlism. In: Jahrbuch für Wissenschaft und Ethik 5 (2000), S. 5–34 (mit A. Vieth).
- Wahrnehmung oder Rechtfertigung? Zum Verhältnis  inferenzieller und nichtinferenzieller Erkenntnis in der  partikularistischen Ethik. in: Jahrbuch für Wissenschaft und Ethik 6, 2001, S. 203–234.
- Defending Principlism Well Understood, in: Journal of Medicine and Philosophy 27(6), 2002, 621–649 (gemeinsam mit Andreas Vieth)
- Which Intrinsicness for Weak Moral Realism? In: Moral Realism (ed. by Jussi Kotkavirta and Michael Quante), Helsinki:Societas Philosophica Fennica, 2004, pp. 171–187.
- The structure of perception in particularist ethics. In: Ethical Perspectives 17, 1, 2010, S. 5–39.

#### Philosophie des Geistes
- Rationalität - Zement des Geistes? Die pragmatische Rettung des Mentalen bei D.C. Dennett. In: A. Wüstehube (Hrsg.): Pragmatische Rationalitätstheorien. Würzburg 1995, S. 223–268.
- Der Ort des Geistes. In: Zeitschrift für philosophische Forschung 52 (1998), S. 292–313.
- Die Enträtselung des Bewußtseins. In: Zeitschrift für philosophische Forschung 52 (1998), S. 610–633.
- Ein stereoskopischer Blick? In: Dieter Sturma (Hrsg.): Philosophie und Neurowissenschaften. Frankfurt a. M.: Suhrkamp 2006, S. 124–145.